# FC Lisse
FC Lisse is een amateurvoetbalvereniging uit het Nederlandse dorp Lisse in de Bollenstreek. Het eerste elftal komt al decennia uit in de top van het amateurvoetbal.
Sportpark Ter Specke is de thuisbasis van FC Lisse. Het voetbalveld heeft een capaciteit van 7.000 toeschouwers. Er staat ook een sporthal naast waar andere sporten gedaan worden, en er is een golfbaan naast de velden.

## Historie
De door een groepje jongeren opgerichte Lissese Football Club, ging in 1922 over in RKVV Lisse. Deze club had een verband met de Rooms-Katholieke Kerk. Mensen die los stonden van de kerk veranderden later de naam in Lisse Racing Club.
Op 17 maart 1981 is FC Lisse opgericht door een fusie van de 2 toenmalige voetbalverenigingen Sportclub Lisse (tot 1968 RKVV Lisse) en Lisser Boys.

### Eerste zaterdagteam
Het eerste elftal (bij de mannen) speelde sinds 1989 in de Eerste klasse A en vanaf het seizoen 1996-1997 in de Hoofdklasse A (de toenmalige eerste klasse werd omgevormd naar de Hoofdklasse). Het promoveerde in 1989 naar de Hoofdklasse van het zaterdagvoetbal, nadat Mark Ens in de kampioenswedstrijd de beslissende 1-0 binnenschoot tegen Zuidvogels. FC Lisse kende op het hoogste niveau een moeizame start. Dit seizoen kon slechts degradatie worden voorkomen. Met het aantrekken van Ruud Bröring en kapitaalkrachtige sponsors werd de weg omhoog ingezet. Het eerste hoogtepunt voor de Lissenaren kwam in het seizoen 1992-1993 toen men de tweede periodetitel in de wacht sleepte en zich zo kwalificeerde voor de KNVB beker.
In deze beker had Lisse lang uitzicht op een stunt. Na een vroege goal in De Goffert van Bert van Duijvenbode, kwam N.E.C. langzamerhand terug in de wedstrijd en werd het 1-1 door Ulrich Cruden. Pas vijf minuten voor tijd scoorde Cees Lok 2-1, waardoor de Nijmegenaren wonnen. Later dat seizoen haalde N.E.C. nog de bekerfinale, door onder andere Ajax uit te schakelen in de halve finale in De Meer. In het seizoen 1993-1994 won door Lisse de districtbeker, door een fraaie 5-0 zege op de reserves van Dordrecht'90. Tevens won men in Coevorden de landelijke amateurbeker.
Na een periode met Mark Wotte brak het seizoen 1996-1997 aan, met trainer Paul Bahlmann. Er werden enkele bekende topspelers aangetrokken. Toen Lisse onder in de middenmoot stond werd Bahlmann ontslagen en opgevolgd door Ted Immers, de trainer die ook naam maakte in het betaalde voetbal. Na het verlies thuis tegen ASWH (2-3) nam Immers het roer over. Het gat met de koploper Scheveningen slonk tot vijf punten, na een door Lisse met 4-3 gewonnen onderling duel op Ter Specke. Twee speelronden voor het einde stonden beide ploegen bovenaan, met Noordwijk daar kort achter. Laatstgenoemde was in de laatste speelronde even virtueel kampioen maar zowel Scheveningen (uit bij Achilles Veen) als Lisse (uit bij Rijnsburgse Boys) bogen de achterstand nog om tot een overwinning. Met evenveel punten moest een beslissingswedstrijd op sportpark De Middelmors in Rijnsburg uitsluitsel geven. Er waren 7.500 toeschouwers. Scheveningen pakte voor rust nog een op het oog veilige 0-2-voorsprong (goals van Jim Charite en Yurion Girigoria). Vijf minuten na rust was het weer gelijk door twee goals van Jimmy Simons, beide verkregen na gegeven strafschoppen door arbiter Bakker. Na de 3-2 vlak voor tijd van Stephan Spruyt, leek FC Lisse de overwinning te behalen. John Blok scoorde echter nog de 3-3. In de verlenging forceerde Jerrel Linger uiteindelijk de overwinning voor FC Lisse. Ron Cramer van Scheveningen kreeg rood en de toegekende penalty werd door Marco Kleyn benut. Zo werd FC Lisse voor het eerst kampioen op het hoogste niveau. In de nacompetitie kwam het uiteindelijk één goal tekort ten opzichte van VVOG uit Harderwijk.
In de jaren daarna ging het minder goed met de Lissenaren. Na nog een derde plek een jaar na het kampioenschap gleed de ploeg langzaam naar beneden, met als dieptepunt het seizoen 1999-2000. In dat seizoen eindigde FC Lisse op de 12e plaats, en dat betekende een promotie/degradatiewedstrijd tegen Marken. Tot in de blessuretijd stond FC Lisse met 1-2 achter, maar Erwin van der Lugt wist er nog een verlenging uit te slepen. Na verlenging was de stand 3-3 en kroonde de doelman van FC Lisse, Ron Bouman, zich tot held door in de strafschoppenserie de laatste strafschop van Marken te stoppen en zelf de beslissende te scoren.
Het volgende seizoen waren de verwachtingen niet groot. Maar toen werd in Katwijk met 0-3 gewonnen van de dat seizoen nog ongeslagen koploper Katwijk. Samen met Ter Leede en Scheveningen werd de achtervolging op Katwijk ingezet, dat door een serie van 8 wedstrijden zonder overwinning de koppositie moest prijsgeven. Door overwinningen op Scheveningen en Katwijk in de slotfase van de competitie had FC Lisse op de laatste speeldag aan een gelijkspel in en tegen Noordwijk voldoende voor de titel. Met een 2-5-overwinning werd het tweede kampioenschap op het hoogste amateurniveau een feit.
In de nacompetitie om de zaterdagtitel wist FC Lisse de kampioenen van de andere afdelingen, ASWH en Be Quick '28, achter zich te houden. In de strijd van de algehele amateurtitel was Baronie echter te sterk.
Het volgende seizoen verliep teleurstellend. De club eindigde als 11e, slechts 1 punt boven de promotie/degradatieplek, en leed bovendien dat seizoen een recordnederlaag van 0-7 in de thuiswedstrijd tegen Rijnsburgse Boys.
Het seizoen 2002-2003 was een overgangsjaar waarin de club op de 9e plaats eindigde.
Vanaf het seizoen 2003-2004 braken weer betere tijden aan voor FC Lisse. In 2004 werd de club 2e achter Quick Boys, en in 2005 5e met evenveel punten als de nummer 2, terwijl ASWH zich de beste toonde. In 2006 kreeg de competitie een spannende ontknoping met DOTO, Rijnsburgse Boys en FC Lisse. DOTO had lang de beste papieren, maar verloor in de slotfase van de competitie te veel punten. Op de laatste speeldag van de competitie stond FC Lisse bovenaan, met 2 punten meer dan Rijnsburgse Boys en 3 meer dan DOTO. Het laatste competitieduel was thuis tegen de nummer 2, Rijnsburgse Boys. Een gelijkspel was dus voldoende voor het kampioenschap, bij een nederlaag zou de titel naar de tegenstander gaan. Rijnburgse Boys had het betere van het spel, maar FC Lisse kreeg de beste kansen. Omdat Jeffrey Winter het vizier niet op scherp had staan, bleef het tot in blessuretijd 0-0 en leek de titel binnen. In de derde minuut van de blessuretijd was het echter Martijn Gootjes die Rijnsburgse Boys alsnog naar de overwinning en daarmee het kampioenschap kopte.
Na dat seizoen vertrok de trainer en de halve selectie, waardoor het erg onduidelijk was hoe de club het volgende seizoen 2006-2007 zou doorbrengen. Dat ging wonderwel onder leiding van de nieuwe trainer Niek Oosterlee bijzonder goed. FC Lisse was zelfs een tijdje koploper na een serie van 7 overwinningen op rij, maar door een terugval kon Rijnsburgse Boys die weer overnemen. Hoewel een overwinning in Rijnsburg de hoop weer even terugbracht, kon de club de strijd niet tot het laatst volhouden en werd opnieuw Rijnsburgse Boys kampioen. Wel werd opnieuw de 2e plaats behaald.
Met dezelfde basis als vorig jaar, aangevuld met enkele versterkingen, werd in het seizoen 2007-2008 opnieuw een gooi naar de titel gedaan. FC Lisse nam al vroeg een voorsprong op de concurrenten. Maar in december won de club geen wedstrijd meer, en werd de wedstrijd tegen Ter Leede tijdelijk gestaakt als gevolg van het gedrag van spelers in het veld. De KNVB zou naar aanleiding van die wedstrijd 3 strafpunten aan beide clubs opleggen, waardoor Quick Boys de koppositie overnam. 
Na de winterstop herpakte FC Lisse zich echter goed, het won 6 van de 7 wedstrijden en pakte de koppositie weer over. Er werd gewonnen van  Rijnsburgse Boys, maar daarna verloren van de andere concurrent Quick Boys. Met 2 wedstrijden te gaan bedroeg de voorsprong slechts 2 punten. Na winst tegen Ter Leede terwijl Quick Boys punten liet liggen bij Barendrecht, was de titel een wedstrijd voor het einde alsnog een feit.
Het kampioenschap om de zaterdagtitel werd vervolgens door FC Lisse met overmacht gewonnen. Na een 2-2 gelijkspel bij Spakenburg volgden louter overwinningen: thuis tegen HHC Hardenberg (2-0), thuis tegen Spakenburg (6-2) en ten slotte uit tegen HHC Hardenberg (1-5).
FC Lisse won op zaterdag 21 juni 2008 in Hoorn het algeheel amateurkampioenschap van Nederland. De zaterdagkampioen won bij Hollandia met 1-3. Daarmee poetste het team de eerdere verrassende nederlaag op eigen veld (2-3) weg en konden de spelers, trainer Niek Oosterlee en zijn assistent Arno Lancel zich laten kronen tot beste amateurs van het land.
In deze wedstrijd kwam Lisse in de eerste helft al op een voorsprong van 0-2, via Sezer Aksoy en Robin Stolp. Beide teams hadden toen al wat meer kansen gekregen. Zondagkampioen Hollandia leek terug in de wedstrijd toen invaller Travis Reuser de aansluitende treffer maakte - een belangrijke, opgeteld bij de eerdere overwinning in Zuid-Holland - maar uiteindelijk maakte Lisse alsnog de beslissende treffer, vlak voor tijd. Doelman Ron Sijm kon nog net zijn hand na een kopbal tegen de bal krijgen, waarop deze op de lat belandde. Maar vervolgens kreeg Hollandia-speler Tim Emmerik de bal tegen zijn hand, wat hem een rode kaart opleverde. Uit de toegekende strafschop schoot Michael van der Laan de kampioensgoal tegen de touwen. Daarmee voorkwam het team een verlenging.
De goede resultaten van FC Lisse zorgden er eveneens voor dat de club in september 2008 met zeventien geselecteerde spelers hofleverancier was van het Westelijk elftal, dat zich in Kroatië probeerde te kwalificeren voor de UEFA-Regiobeker.
Na de invoering van de Topklasse in 2010 als hoogste amateurniveau, bleef FC Lisse bij de topamateurs actief. De nieuw ingevoerde Tweede divisie in 2016 bereikte de club niet, want de blauw-gelen eindigden op de vijftiende plaats in de Topklasse. Het wist wel op het tweede amateurniveau te blijven door de promotie-/degradatiewedstrijden tegen VV Staphorst te winnen. Een jaar later werd er als periodekampioen wel de stap gemaakt naar de Tweede divisie 2017/18, maar het avontuur duurde slechts één seizoen. Met 40 punten uit 34 wedstrijden degradeerde FC Lisse nadat de halve finale in de p/d-wedstrijden tegen JVC Cuijk werd verloren.
In 2022 werd FC Lisse na 33 jaar weer eens kampioen in een thuiswedstrijd, waardoor terugkeer naar de Tweede divisie een feit werd.

## Zondagteam
Vanaf het begin tot en met het seizoen 2015/16 voetbalde FC Lisse ook op zondag, waaronder vijf seizoenen in de Tweede klasse. In de hoogtijdagen kende de club meer dan tien zondagteams, echter langzamerhand waren er steeds minder spelers die nog op zondag wilden voetballen. In het seizoen 2015/16 had FC Lisse nog twee teams op de zondag over en nadat weer een aantal spelers kenbaar hadden gemaakt het daaropvolgende seizoen niet meer te willen uitkomen op zondag, besloot de club om de gehele zondagtak op te heffen.

## Erelijst
Algemeen landskampioenschap amateurs
Kampioen in 2008
Algemeen zaterdagkampioenschap
Kampioen in 2001, 2008
Zaterdag Hoofdklasse A
Kampioen in 1997, 2001, 2008
KNVB beker voor amateurs
Winnaar in 1994
Districtsbeker West II
Winnaar in 1993, 1994, 2007, 2011
Super Cup amateurs
Winnaar in 2008
Derde Divisie zaterdag
Kampioen in 2022

## Competitieresultaten vanaf 1982 (zaterdag)
| 4 2C |

| 4 2B |

| 9 2B |

| 9 2B |

| 6 2B |

| 7 2B |

| 2 2C |

| 1 2C |

| 10 1B |

| 9 1A |

| 6 1A |

| 4 1A |

| 2 1A |

| 2 1A |

| 2 1A |

| 1 A |

| 3 A |

| 5 A |

| 12 A |

| 1 A |

| 11 A |

| 9 A |

| 2 A |

| 5 A |

| 2 A |

| 2 A |

| 1 A |

| 8 A |

| 4 A |

| 11 |

| 11 |

| 6 |

| 8 |

| 11 |

| 15 |

| 2 |

| 15 |

| 10 |

| X |

| X |

| 1 |

| 12 |

| 18 |

| 6 |

| Tweede Divisie | Derde Divisie Topklasse | Hoofdklasse | Eerste klasse | Tweede klasse |

## FC Lisse in de KNVB Beker
Dit schema laat de resultaten zien van FC Lisse tegen profclubs in de KNVB Beker.
| Seizoen | Ronde    | Wedstrijd                      | Uitslag        |
| ------- | -------- | ------------------------------ | -------------- |
| 1993/94 | 2e ronde | NEC Nijmegen - FC Lisse        | 2-1            |
| 1994/95 | Groep 14 | SBV Excelsior - FC Lisse       | 2-0            |
| 1994/95 | Groep 14 | FC Lisse - Sparta Rotterdam    | 1-2            |
| 1995/96 | Groep 13 | FC Lisse - Sparta Rotterdam    | 0-2            |
| 1995/96 | Groep 13 | Telstar - FC Lisse             | 3-0            |
| 1997/98 | Groep 8  | FC Lisse - Telstar             | 0-1            |
| 1997/98 | Groep 8  | FC Lisse - FC Volendam         | 1-2            |
| 1997/98 | Groep 8  | Go Ahead Eagles - FC Lisse     | 3-2            |
| 1998/99 | Groep 8  | FC Lisse - AZ Alkmaar          | 1-8            |
| 1998/99 | Groep 8  | BV Veendam - FC Lisse          | 1-1            |
| 1998/99 | Groep 8  | HFC Haarlem - FC Lisse         | 3-1            |
| 1999/00 | Groep 14 | HFC Haarlem - FC Lisse         | 0-0            |
| 2001/02 | Groep 3  | FC Omniworld - FC Lisse        | 1-1            |
| 2001/02 | Groep 3  | FC Lisse - Stormvogels Telstar | 0-9            |
| 2004/05 | 2e ronde | FC Lisse - FC Volendam         | 1-2            |
| 2007/08 | 2e ronde | FC Lisse - AGOVV               | 4-4 (4-5 n.s.) |
| 2009/10 | 2e ronde | FC Lisse - FC Den Bosch        | 0-4            |
| 2011/12 | 3e ronde | PSV - FC Lisse                 | 3-0            |
| 2012/13 | 2e ronde | FC Lisse - RKC Waalwijk        | 0-5            |
| 2024/25 | 1e ronde | FC Lisse - FC Utrecht          | 1-2            |

### FC Lisse - HSV Hoek (2017)
Op 20 september 2017 vond de bekerwedstrijd FC Lisse tegen HSV Hoek plaats. Toen deze in gelijkspel eindigde werden er strafschoppen genomen om een winnaar te bepalen. De scheidsrechter hanteerde hierbij per ongeluk de ABBA-methode. Omdat dit tegen de op dat moment in Nederland geldende spelregels was, is de uitslag ongeldig verklaard. Uiteindelijk bepaalde de rechter dat de strafschoppenserie moest worden overgedaan. Dit vond plaats op 11 oktober 2017 bij FC Lisse, waarbij de overwinning behaald werd door HSV Hoek.

## Competitieresultaten 1982–2016 (zondag)
| 11 2A |

| 6 2A |

| 12 2A |

| 3 3A |

| 2 3A |

| 4 3C |

| 3 3A |

| 5 3A |

| 10 3A |

| 2 4A |

| 11 3A |

| 2 4A |

| 1 4A |

| 8 3A |

| 10 3A |

| 11 3A |

| 1 4A |

| 11 3A |

| 2 4A |

| 5 4A |

| 6 4A |

| 6 4B |

| 11 4A |

| 3 4A |

| 3 4A |

| 4 4B |

| 1 4A |

| 2 3A |

| 4 3A |

| 5 3A |

| 8 3A |

| 6 3A |

| 1 3A |

| 5 2C |

| 11 2C |

| Tweede klasse | Derde klasse | Vierde klasse |

In elke staaf van de grafiek staat van boven naar beneden vermeld: 
- Eindnotering

Dit is de positie die de club heeft bereikt in de competitie, zonder eventuele beslissings-, play-off- of nacompetitiewedstrijden die nodig zijn geweest om bijvoorbeeld de kampioen van de competitie te bepalen.
Indien een * achter het getal staat is de notering een tussenstand en kan het zijn dat de notering niet overeenkomt met de uiteindelijke eindstand van de competitie.
Staat er een - dan is het seizoen nog bezig en is er geen definitieve uitslag bekend.
Staat er xx op de positie van de notering, dan heeft de club vroegtijdig de competitie verlaten. Dit kan onder andere komen door terugtrekking van het team, faillissement van de club of door een uitgedeelde straf van de KNVB. In veel gevallen staat elders in het artikel de reden vermeld.
Staat er een ? dan is het resultaat uit het verleden onbekend, en is alleen de competitie of het niveau bekend van dat seizoen.
In de seizoenen 2019/20 en 2020/21 werd wegens de coronacrisis het amateurvoetbal afgebroken. Daardoor kennen deze staven geen eindklassering (middels -- weergegeven).
- Competitieniveau en afdelingsletter of Officiële eindstand Eredivisie
  - Competitieniveau en afdelingsletter

Hierbij geeft het getal het niveau weer, dat ook terug te vinden is in de legenda. De letter is de afdelingsaanduiding en wordt gebruikt wanneer er meer afdelingen zijn op hetzelfde niveau. De afdelingsletter is altijd een hoofdletter en wordt meestal zonder nummer gebruikt.
Voorbeeld: 2F is niveau 2e klasse competitie F.
Het competitieniveau en nummer wordt niet vermeld wanneer er slechts één competitie van dit niveau was.
  - Officiële eindstand Eredivisie (getal staat tussen haakjes vermeld)

Sinds de introductie van play-offwedstrijden voor Europees voetbal na afloop van de reguliere competitie in 2005/06, is de KNVB verplicht een eindstand van de Eredivisie door te geven aan de UEFA aan de hand van deze play-offwedstrijden.
Bij deze eindstand staan clubs die zich hebben gekwalificeerd voor Europees voetbal hoger dan clubs die zich niet wisten te kwalificeren. Indien er geen verschil was tussen de eindnotering en de officiële eindstand, staat dit getal niet vermeld.

- Onderafdeling

Hier staat afgekort de naam van de onderafdeling indien de club in dat jaar in een onderafdeling uitkwam. Tevens staat deze afkorting in de legenda en wordt gelinkt naar het artikel over deze onderafdeling. Deze afkorting wordt alleen vermeld wanneer de club in het verleden in verschillende onderafdelingen heeft gespeeld. Deze vermelding is in de staaf altijd in kleine letters. Deze onderafdelingen zijn na het seizoen 1995/96 afgeschaft. Heeft de club in slechts één onderafdeling gespeeld, dan is dit alleen terug te vinden in de legenda.
Onder de staaf staat het jaartal vermeld waarin het seizoen is afgesloten. 15 verwijst naar het seizoen 2014/15 of eventueel het seizoen 1914/15.
Wanneer een staaf leeg is, zijn deze gegevens niet bekend. Het kan ook zijn dat de club dat seizoen niet heeft meegespeeld op het hogere amateurniveau, vroegtijdig de competitie heeft verlaten of uit de competitie is gezet.

In het seizoen 1944/45 was er wegens de Tweede Wereldoorlog geen regulier competitievoetbal.

## Bekende (oud-)spelers
- Randy Ababio
- Ayoub Ait Afkir
- Geraldo António
- Pascal Averdijk
- Iwan Axwijk
- Jeffrey Bok
- Radjin de Haan
- Erik Homan
- Dennis Iliohan
- Sergio Ommel
- Barry Opdam
- Glynor Plet
- Enzo Stroo
- Thijs Jansen

### Vrouwen
- Lisan Alkemade
- Esmee Daalman

## Bekende (oud-)trainers
- Fred André
- Leen van Steensel (vanaf medio 2025)
- Mark Wotte

## Golfbaan Ter Specke
Op de velden van FC Lisse zijn golfholes aangelegd. De greens zijn van kunstgras en liggen buiten de voetbalvelden. De eerste negen holes waren in 2006 klaar, later werden nog twee holes aangelegd. Er is ook een drivingrange met 15 plaatsen, een oefengreen, een golfschool en een golfshop.